# 晁峪乡
晁峪乡是中国陕西省宝鸡市渭滨区下辖的一个乡，2011年撤销，并入高家镇。

## 行政区划
晁峪乡下辖以下行政区：
晁峪村、新安村、槐树岭村、上川村、段家磨村、甘庙村、红旗村、李家堎村、胡家山村、田那下村、尖山村、固川村、坊塘村、卒落村、四家坪村、枣园村
1. ↑  . 陕西省人民政府. 2011-07-07  [2021-09-15]. （原始内容存档于2012-04-19）.